# Лешек Милер
Лѐшек Цеза̀ри Мѝлер (на полски: Leszek Cezary Miller) е полски политолог и политик.
Комунистически деец по време на Полската народна република, в годините 1989 – 1990 член на Политбюро на ЦК на Полската обединена работническа партия. След демократичните промени министър на труда и социалната политика (1993 – 1996), министър на вътрешните работи и администрацията (1997), председател на партията Социалдемокрация на Република Полша (1997 – 1999), председател на партията Съюз на демократичната левица (1999 – 2004, 2011 – 2016), министър-председател на Полша и ръководител на Комитета за европейска интеграция (2001 – 2004), председател на партията Полска левица (2008 – 2010), депутат в Сейма I, II, III, IV и VII мандат (1991 – 2005, 2011 – 2015).